# دتلاف هوفمان
دتلاف هوفمان (آلمانی: Detlef Hofmann؛ زادهٔ ۱۲ نوامبر ۱۹۶۳) قایقران کایاک اهل آلمان بود.